# 威尼斯廣場

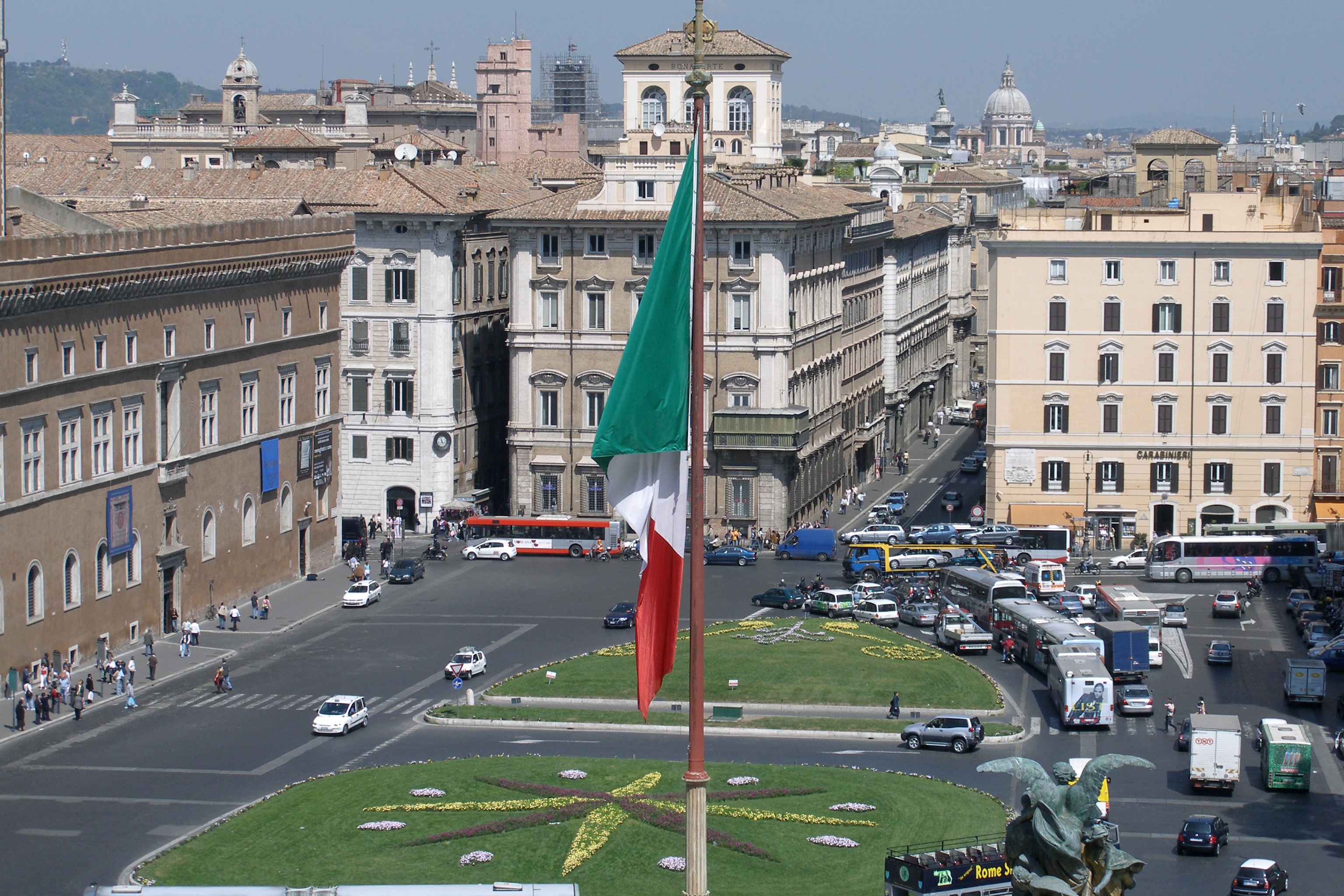
威尼斯廣場

威尼斯廣場（義大利語：Piazza Venezia）是位於義大利羅馬的一個廣場，因為附近的威尼斯宮（Palazzo Venezia）而得名。威尼斯廣場位於卡比托利欧山的山腳，维克多艾曼纽二世纪念堂对面，並靠近古羅馬廣場（Roman Forum）。

## 交通
- 羅馬地鐵B線－羅馬競技場站
- 羅馬地鐵C線－威尼斯站